# Apatura formosana
Apatura formosana är en fjärilsart som beskrevs av Moltrecht 1909. Apatura formosana ingår i släktet Apatura och familjen praktfjärilar. Inga underarter finns listade i Catalogue of Life.